# Grogg

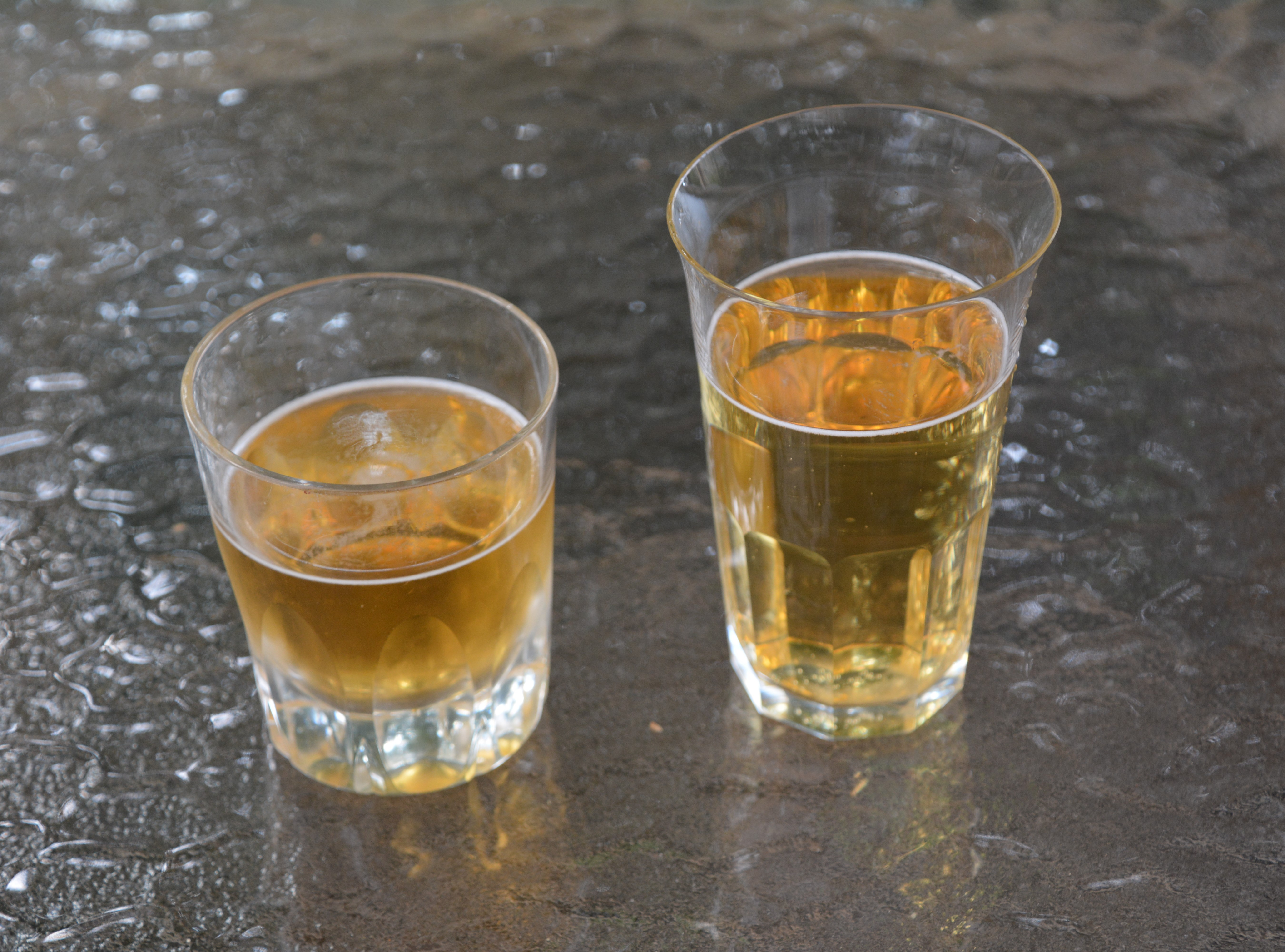
Grogglas

Grogg (från engelska grog) är en dryckesblandning bestående av en spritdryck och vatten,  läsk, juice eller annan alkoholfri dryck. 
Groggvirke är ursprungligen de ingredienser som behövs för att tillreda en grogg. Numera 
används begreppet ofta endast för den alkolholfria delen av groggen.
Grogglas är i Sverige ett stort, högt dricksglas utan fot i vilket blandade drinkar serveras.
En amerikansk motsvarighet till grogg är drinken highball som serveras i highballglas.

## Historik
En engelsk amiral, Edward Vernon, som till följd av att han brukade gå klädd i en rock av ylletyget kamlott (engelska grogram) av sin skeppsbesättning kallades the old Grog, gav 1740 order om att blanda sjöfolkets romportion med vatten för att minska fylleriet bland sjömännen. Efter honom skall därför drycken fått sitt namn.
Det är dock möjligt att amiralens smeknamn kom från drycken och inte från hans rock. Ordet grog förekommer nämligen innan Vernons ordergivande, men användandet av ordet för att beteckna den utspädda rommen i den brittiska flottan uppkom antagligen efter honom.
Lättgrogg var i Sverige enligt Brattsystemets bestämmelser för utskänkning av spritdrycker en grogg som serverades färdigblandad på restaurang och innehöll högst 2,5 cl eau-de-vie, whisky eller gin samt 20 cl vatten eller annan alkoholfri dryck.

## Groggvirke
Spritdrycken i groggen var ursprungligen rom men numera används även bland annat vodka, konjak eller whisky. Exempel på den alkoholfria delen är sodavatten, tonic water, cola och sockerdricka.

## Olika typer av groggar
Några av de vanligaste groggblandningarna är gin och tonic, vodka och soda, rom och cola samt vodka och Red Bull.
Beroende av ingredienserna har groggarna fått olika namn. De dialektala skillnaderna är väldigt stora, vilket gör att betydelserna varierar över landet.
Exempelvis kallas sockerdricka eller vichyvatten blandad med brun sprit, till exempel eau de vie, för mahognygrogg.  Sockerdricka med klar sprit (till exempel vodka eller brännvin, ofta Renat), kallas silvergrogg.
Med raggargrogg eller "höger vänster" avses att man först halsar en klunk sprit, och sedan en klunk läsk.
Busgrogg är en grogg bestående av sprit (vanligen vodka eller renat brännvin) och öl. Det kan även betyda en väldigt alkoholstark grogg av valfri sort.
Tomtepops blandas av Julmust och hembränt.
Vargtass består av lingondricka och vodka (hembränd dito).